# Болеслав Коляса
Болеслав Станіслав Коляса (пол. Bolesław Stanisław Kolasa; 25 жовтня 1920, Львів, Польща — 16 квітня 2007) — польський хокеїст, нападник.

## Із біографії
Народився 25 жовтня 1920 у Львові. У другій половині 30-х років виступав за місцеву команду «Погонь». Після другої світової війни грав за краківську «Віслу» (1946—1947) і «Полонію» з Битома (1948—1952).
За національну збірну виступав два роки (1947—1948). Був учасником Олімпійських ігор 1948 у Санкт-Моріці (7-е місце). На турнірі провів чотири матчі. Двічі вражав ворота італійської збірної. Всього за збірну Польщі провів 17 матчів (6 закинутих шайб).

## Статистика виступів на Олімпійських іграх
| № | Дата та місце проведення  | Команда | Рахунок | Суперник        | Голи   |
| - | ------------------------- | ------- | ------- | --------------- | ------ |
| 1 | 2 лютого 1948 Санкт-Моріц | Польща  | 0 : 15  | Канада          |        |
| 2 | 4 лютого 1948 Санкт-Моріц | Польща  | 13 : 7  | Італія          | ?', ?' |
| 3 | 5 лютого 1948 Санкт-Моріц | Польща  | 2 : 7   | Велика Британія |        |
| 4 | 6 лютого 1948 Санкт-Моріц | Польща  | 0 : 14  | Швейцарія       |        |